# 境村 (長野県)
境村（さかいむら）は長野県諏訪郡にあった村。現在の富士見町大字境にあたる。

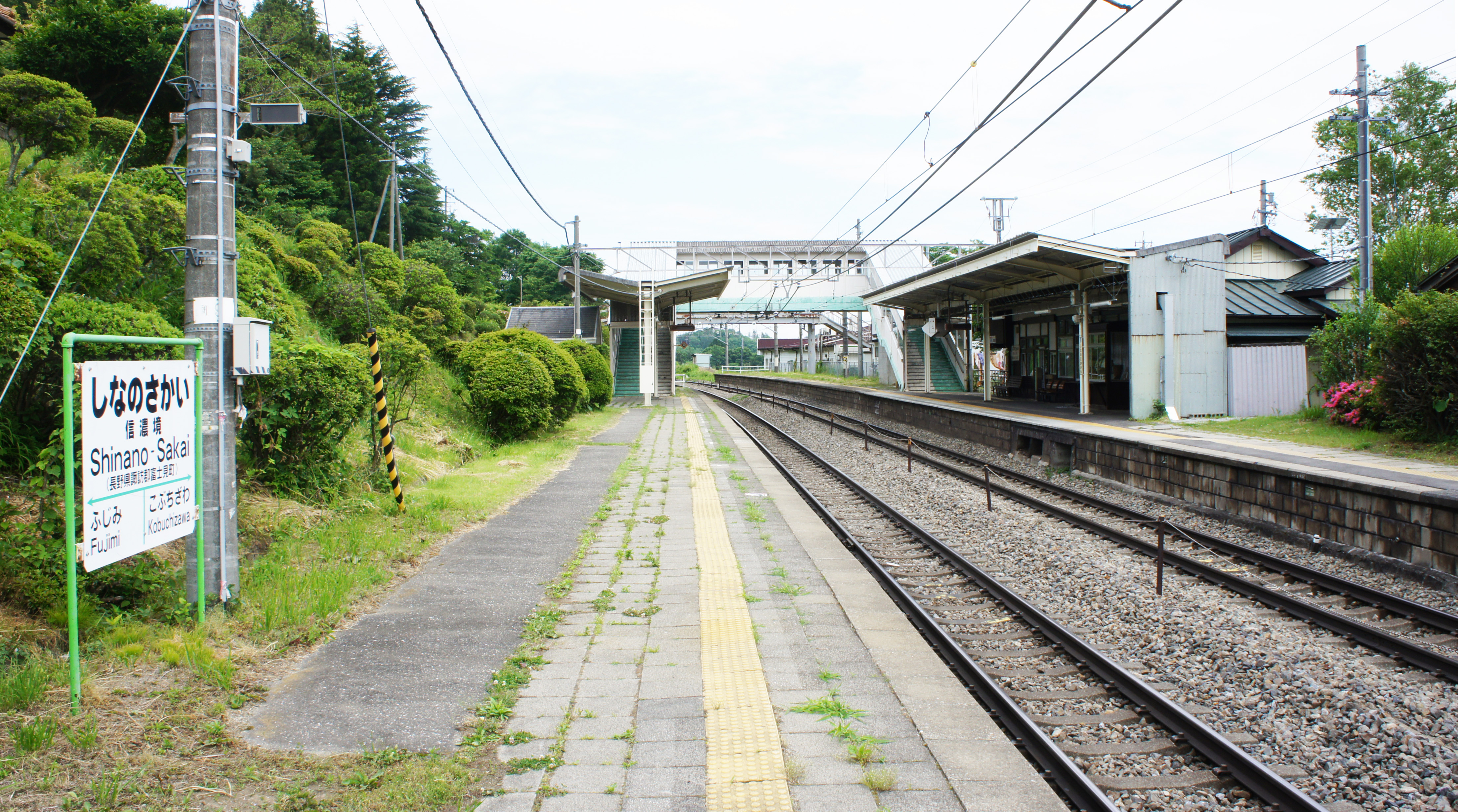
現在の信濃境駅

## 地理
- 山：編笠山

## 歴史
- 1875年（明治8年）3月7日 - 筑摩県諏訪郡田端村・先達村・葛窪村・池袋村・高森村・小六新田村が合併して境村となる。
- 1876年（明治9年）8月21日 - 長野県の所属となる。
- 1889年（明治22年）4月1日 - 町村制の施行により、境村が単独で自治体を形成。
- 1955年（昭和30年）4月1日 - 富士見村・本郷村・落合村と合併して富士見町が発足。同日境村廃止。

## 交通

### 鉄道路線
- 日本国有鉄道
  - 中央本線
    - 信濃境駅

### 道路
現在は旧村域を中央自動車道が通過するが、当時は未開通。